# Västanfors församling
Västanfors församling var en församling i Västerås stift och i Fagersta kommun i Västmanlands län. Församlingen uppgick 2006 i Västanfors-Västervåla församling.

## Administrativ historik
Församlingen bildades senast 1661 genom en utbrytning ur Norbergs församling.
Församlingen var till 1810 i pastorat med Norbergs församling för att därefter till 1962 utgöra ett eget pastorat. Från 1962 till 2006 moderförsamling i pastoratet Västanfors och Västervåla. Församlingen uppgick 2006 i Västanfors-Västervåla församling.

## Organister
Lista över organister i Västanfors församling.
| Verksam   | Namn                            | Levnadstid | Övrigt                 |
| --------- | ------------------------------- | ---------- | ---------------------- |
| 1701-1744 | Mattias Swahlberg den äldre     | 1682-1749  | Även klockare.         |
| 1744-1746 | Erik Salling                    | -1746      |                        |
| 1750-1787 | Fredrik Bengtsson Brandberg     | 1724-1787  |                        |
| 1789-1813 | Fredrik Fredriksson Brandberg   | 1762-1826  |                        |
| 1813-1834 | Erik Söderström                 | 1791-1834  |                        |
| 1828-1830 | Magnus Hagström                 | 1793-      | Vikarierande organist. |
| 1830-1831 | Lars Wessén                     | 1799-      | Vikarierande organist. |
|           | Zachris Flank                   | 1799-      | Vikarierande organist. |
| 1836-1864 | Lars Sundström                  | 1811-1864  |                        |
| 1864-1895 | Carl Johan Broberg              | 1811-1895  |                        |
| 1849-1911 | Oscar Felix Ehn                 | 1849-1924  |                        |
| 1911-1922 | Johan Conrad PS-Parme           | 1868-1922  |                        |
| 1922-1945 | Erik Gustaf Lindeberg           | 1888-1945  |                        |
| 1946-1949 | Olof Viktor Antoni AS Ahnfelter | 1915-1949  |                        |
| 1949-1950 | Olle Franzén                    | 1919-      | Vikarierande organist. |
| 1951-     | Johan Gustaf Olof Ruuth         | 1920-      |                        |
| 1964      | –                               | –          | Vakant.                |

## Kyrkor
- Västanfors kyrka